# Cantiano
Cantiano é uma comuna italiana da região dos Marche, Província de Pesaro e Urbino, com cerca de 2.549 habitantes. Estende-se por uma área de 83 km², tendo uma densidade populacional de 31 hab/km². Faz fronteira com Cagli, Frontone, Gubbio (PG), Scheggia e Pascelupo (PG).